# Маргарета I (Холандия)
Маргарета I Холандска (на немски: Margarethe I. von Holland, Margarethe von Avesnes oder Margarethe von Hennegau; * 1307/1310; † 23 юни 1356) е втората съпруга на император Лудвиг IV Баварски. Като Маргарета I тя е графиня на Холандия, Зеландия и Фризия (1345 – 1354), като Маргарета II е графиня на Хенегау (1345 – 1356).

## Произход и брак
Маргарета е дъщеря на граф Вилхелм III от Холандия (Вилхелм I от Хенегау) от Дом Авен и неговата съпруга принцеса Жана от Графство Валоа.
Тя се омъжва на 25 февруари 1324 г. за Лудвиг IV в Кьолн. Лудвиг IV Баварски е коронован на 17 януари 1328 в Рим, Италия, за император на Свещената Римска империя. Лудвиг IV умира през 1347 г.

## Деца
Маргарета и Лудвиг IV имат десет деца:
- Маргарета (* 1325; † 1374, погребана в Мюнхен); ∞ 1351 Стефан от Хърватия, Далмация и Славония (1332 – 1353), ∞ 1358 граф Герлах фон Хоенлое († 1387)
- Анна (1326 – 1361) ∞ 1339 херцог Йохан I от Долна Бавария (1329 – 1340)
- Лудвиг VI Римлянина (1328 – 1365); ∞ 1352 принцеса Кунигунда от Полша (1334 – 1357), ∞ 1360 принцеса Ингебурга от Мекленбург (1340 – 1395)
- Елизабета (1329 – 1402); ∞ 1350 княз Кангранде II делла Скала от Верона (1332 – 1359, убит), ∞ 1362 граф Улрих фон Вюртемберг (1342 – 1388)
- Вилхелм I (1330 – 1388) ∞ 1352 принцеса Матилда от Дом Ланкастер (1339 – 1362)
- Албрехт I (1336 – 1404); ∞ 1353 принцеса Маргарете Силезска (1336 – 1386), ∞ 1394 принцеса Маргарета от Клеве (1375 – 1412)
- Ото V (1346 – 1379) ∞ 1366 принцеса Катарина Люксембургска, дъщеря на император Карл IV
- Беатриса (1344 – 1359) ∞ 1356 крал Ерик XII от Швеция (1339 – 1359)
- Агнес (1345 – 1352)
- Лудвиг (1347 – 1348)